# Thymoites subtilis
Thymoites subtilis là một loài nhện trong họ Theridiidae.
Loài này thuộc chi Thymoites. Thymoites subtilis được Eugène Simon miêu tả năm 1894.